# Elecciones presidenciales de Estados Unidos de 1840
Las elecciones presidenciales de Estados Unidos de 1840 vieron la disputa entre la lucha de Martin Van Buren por su reelección en una situación de depresión económica, y un partido Whig unificado por primera vez tras el héroe de guerra William Henry Harrison. Bajo el lema "Tippecanoe and Tyler, too", los whigs derrotaron fácilmente a Van Buren. 
Estas elecciones fueron las únicas en las que los electores votaban por cuatro hombres que fueron o llegarían a ser presidentes de Estados Unidos: el presidente actual, Martin Van Buren; el presidente electo, William Henry Harrison; el vicepresidente electo, John Tyler, que sucedería a Harrison tras su muerte; y James K. Polk, que recibió un voto electoral en su pugna por la vicepresidencia.

## Campaña

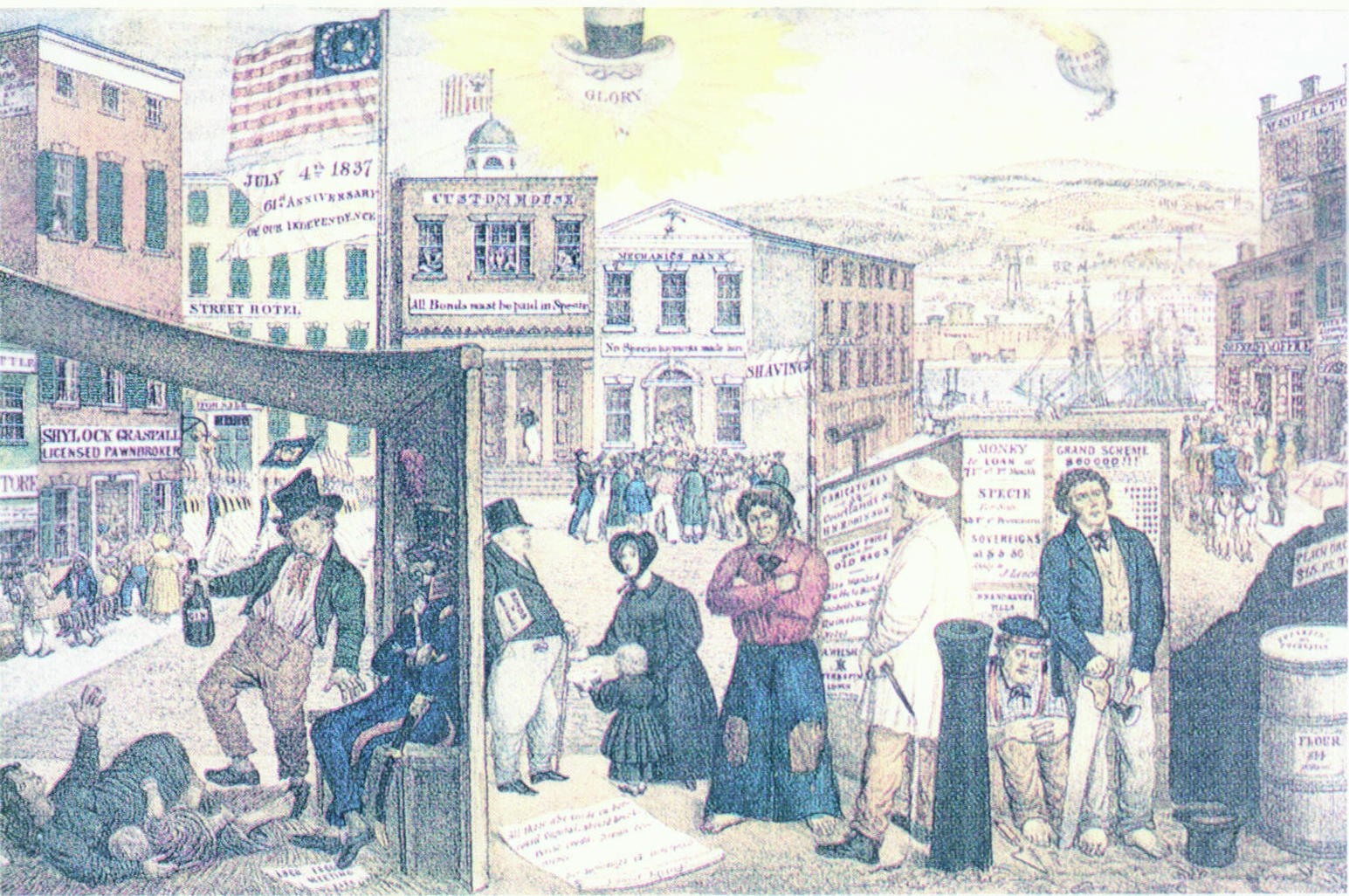
Un póster Whig muestra la depresión económica alcanzada a causa de la gestión de Van Buren.

Como consecuencia del pánico en 1837, Van Buren era ahora extensamente impopular, y Harrison, después de la estrategia de Andrew Jackson, actuó como héroe de guerra y hombre cercano a la gente mientras presentaba a Van Buren como un snob rico que vivía rodeado de lujos a cargo de las arcas públicas. Harrison, pues, arrasó en las elecciones.

## Resultados
Aunque el margen del voto popular solo fue de 6 puntos, la victoria electoral de Harrison fue contundente, tanto en el norte, como en el oeste y en el sur. William Henry Harrison alcanzó 234 votos electorales contra los 60 de Martin Van Buren.
- Datos: Q698694
- Multimedia: United States presidential election, 1840 / Q698694